# Raionul Dobrovelîcikivka, Kirovohrad
Dobrovelîcikivka (în ucraineană Добровеличківський район, transliterat: Dobrovelîcikivskîi raion) este un raion în regiunea Kirovohrad, Ucraina. Reședința sa este așezarea de tip urban Dobrovelîcikivka.

## Demografie
Componența lingvistică a raionului Dobrovelîcikivka
     Ucraineană (95,26%)
     Rusă (3,16%)
     Alte limbi (1,24%)
Conform recensământului din 2001, majoritatea populației raionului Dobrovelîcikivka era vorbitoare de ucraineană (95,26%), existând în minoritate și vorbitori de rusă (3,16%).